# Pennywise (banda)
Pennywise es una banda estadounidense de punk rock procedente de Hermosa Beach, California y fundada en 1988 por Jim Lindberg, Fletcher Dragge, Byron McMackin y Jason Thirsk. El nombre del grupo fue tomado del monstruo de la novela de Stephen King, It.
Desde su álbum homónimo de 1991, Pennywise ha lanzado un álbum cada dos años en Epitaph Records, sello discográfico propiedad del guitarrista de Bad Religion Brett Gurewitz. Hasta la fecha, la banda ha lanzado diez álbumes de estudio, un disco en directo, dos EP y un DVD. Su noveno álbum de estudio, Reason to Believe de 2008, fue lanzado gratuitamente mediante un acuerdo con MySpace y Textango, un distribuidor musical de móviles. El álbum estuvo disponible en las tiendas a través de MySpace Records en los Estados Unidos, y mediante Epitaph en Europa.
La formación de Pennywise se ha mantenido constante desde 1996 hasta 2009, y consistía en Jim Lindberg (vocalista), Fletcher Dragge (guitarra), Randy Bradbury (bajo) y Byron McMackin (batería). La banda mantuvo su formación original hasta 1996, cuando se suicidó su bajista Jason Thirsk. En agosto de 2009, Jim Lindberg anunció que dejaba la banda después de 21 años como vocalista. En febrero de 2010, la banda confirmó a Zoltán Téglás como nuevo vocalista de Pennywise. Zoli Téglás permaneció en la banda durante casi tres años, y grabó con Pennywise el disco All or Nothing. En noviembre de 2012, Zoli se vio obligado a abandonar definitivamente el grupo debido a una lesión de espalda, lo que supuso el regreso de Jim Lindberg a la banda.

## Historia

### Orígenes
La banda se formó en 1988, en Hermosa Beach, California, por Fletcher Dragge; Jason Thirsk, que tocaba en un grupo hardcore local llamado PMA; Jim Lindberg y Byron McMackin, que igualmente formaban parte de grupos locales. Todos ellos eran compañeros de instituto en Hermosa Beach y estaban inmersos en la escena punk y surfera de la ciudad. A finales de ese año optan por crear un grupo para intentar ir algo más lejos en el mundo de la música. Jim Lindberg se alza como vocalista de unas letras con alto contenido político/social, Fletcher Dragge opta por la guitarra y el resto del kit básico para la banda se completa con el bajo y la batería de Jason Thirsk y Byron McMackin respectivamente.
Influenciados por grupos como Minor Threat o Black Flag, consiguen grabar un EP para el sello local Theologian Records. Titularon su primer trabajo A Word From The Wise que les sirvió como carta de presentación. También grabaron otro EP que no vería la luz hasta un tiempo después. Las continuas actuaciones en locales de la zona y el primer EP les sirven para que en 1990 un DJ local, tras escuchar al grupo en la radio de la universidad, le de una copia de sus grabaciones a Brett Gurewitz (guitarra de Bad Religion y dueño de Epitaph), al cual le convenció el trabajo del grupo y los firmó para el sello.
El primer álbum de estudio de la banda, el homónimo Pennywise, tuvo un gran éxito entre el público y la comunidad punk, bodyboarder, surfera, snowboard y skate. "Come Out Fighting", preparada para corear en los conciertos; "Wouldnt It Be Nice" o "Living For Today", todas las canciones estaban cargadas de energía y velocidad, capaz de ofrecer suficiente adrenalina al público. El disco culmina con el simple pero clásico en la banda "Bro Hymn". Pennywise se embarcó en su primera gira nacional. Theologian Records reeditó sus dos anteriores EP en un solo disco y lo comercializó con el nombre de Wildcard/A Word from the 'Wise el cual consta de 8 temas e incluye la versión punk de "Stand by Me", que solían tocar en sus conciertos.
Poco después del lanzamiento del álbum debut, Jim Lindberg abandonó el grupo por problemas personales y de falta de motivación del grupo. Jason Thirsk y el que era su maestro en el bajo Randy Bradbury, se encargaron de cubrir el puesto vacante. Thirsk retomó el puesto de Lindberg como cantante y Bradbury se ocupó del bajo. En 1992, el vocalista de The Vandals, Dave Quackenbush, ingresó en Pennywise como cantante durante un tiempo. Bradbury dejó el grupo y Thirsk regresó al bajo.

### Éxito internacional
En 1992, de nuevo se vuelcan en la grabación de un nuevo disco. Tras su corta ausencia, el recién casado Lindberg volvió para grabar con el resto de la banda el nuevo álbum. A pesar de la marcha de Bradbury, este contribuyó en el nuevo disco con la grabación del bajo en la mayoría de las canciones. El resultado fue Unknown Road, lanzado en 1993 por Epitaph y un trabajo con mayor consistencia y mejor producción (llegó a vender alrededor de 200.000 copias), en el cual destacan temas como "Unknown Road", "Nothing", "You Can Demand", "Time To Burn" o "Homesick".
En 1994 la banda se encontraba en lo más alto del resurgir punk rock californiano de comienzos de los años 90. Sin embargo, su gran éxito estaba aún por llegar cuando el 13 de junio de 1995 lanzaron About Time, su gran éxito. Maduran el sonido con canciones tremendamente energéticas y cargadas de contenido y letras positivas. Aumentan significativamente las ventas en el mercado independiente. La proyección de Epitaph les ayuda de forma considerable y gracias al recopilatorio Punk-o-Rama, consiguen llevar su fama más allá de Estados Unidos.
En esta época y gracias al éxito de The Offspring y Green Day las multinacionales se interesan por ellos, pero deciden seguir en Epitaph, la compañía que les ayudó en un principio. Los conciertos del grupo empiezan a convertirse en eventos populares por la fuerza de su directo y su guitarrista Fletcher Dragge empieza a ser famoso por sus locuras fuera y dentro del escenario, como vomitar en directo sobre los presentadores del programa de radio Loveline durante una entrevista.

### Muerte y legado de Jason Thirsk (1996–2008)
Los problemas de Thirsk derivados de su adicción al alcohol, le obligaron a retirarse del grupo en un intento por reordenar su vida y curarse de su adicción. De nuevo, Randy Bradbury regresó al grupo reemplazando a Thirsk en el bajo. El 29 de julio de 1996 y mientras el resto del grupo se encontraba de gira, Jason Thirsk se suicida en su casa.
El futuro del grupo californiano quedaba en el aire, pero a pesar de las dificultades, graban un nuevo disco con Bradbury definitivamente a cargo del bajo. Full Circle fue lanzado en 1997 por Epitaph y es un disco que no varía el estilo que caracteriza al cuarteto, aunque es el más duro y rápido de toda su carrera y sus letras son más oscuras y personales. La acogida por parte de sus fanes fue muy buena y para muchos este es su mejor trabajo, ya que en todo el disco se puede sentir la rabia por la muerte de Jason.
En 1999 un nuevo disco llamado Straight Ahead. Con un disco muy trabajado y con el mismo estilo de siempre, el sencillo "Alien" comienza a dar fuerte en las emisoras de Los Ángeles y con otros temas como "Might Be Dream", "American Dream", "One Voice" el disco es un éxito. A nivel de composición, la banda se inspiró nuevamente en la sociedad; en "My Own Country" exploran el individual deseo por la autonomía y la separación de un gobierno más interesado por el escándalo y por la imagen, que por lo que necesita la gente. En "One Voice", hablan acerca de inspirar coraje y determinación parar crear un mundo mejor, en "Might Be A Dream" y "Still Can Be Great" apunta a los problemas dentro de la cultura americana y en sus comunidades. Este disco vende mucho más que todos sus anteriores trabajos y comienzan una gira en la que recorren todo el planeta.
En el 2000 sacan su primer y único disco en directo Live @ the Key Club, grabado en el Key Club de Hollywood en una sola actuación. En el tratan de demostrar que lo dan todo en el escenario y da una idea de la fuerza del grupo en directo. Y para captar mejor lo que es el grupo en vivo, no hacen retoques ni arreglos de ningún tipo en el estudio. Los temas de este disco fueron elegidos por los fanes a través de la página web del grupo. En el paréntesis que supone este directo siguen trabajando y componiendo para su nuevo lanzamiento.
En el 2001 lanzan al mercado un nuevo disco Land of the Free?, un álbum muy politizado e influenciados por las protestas de los grupos antiglobalización. Un disco con canciones como "Fuck Authority", directamente dirigida, según Lindberg "a los policías corruptos del LAPD", aunque aclara que es una "canción patriota".
Tras dos años de intensas giras de promoción del exitoso disco Land Of The Free?, la banda siente la necesidad de volcarse nuevamente en un estudio y grabar un nuevo disco. El resultado es From the Ashes que vio la luz a principios de septiembre. Este nuevo trabajo tiene un sentimiento especial por el largo período de descanso que se tomó la banda tras el fallecimiento inesperado del padre de Fletcher, Otis Dragge, lo que significó un duro golpe para el guitarrista y para el entorno del grupo.
Ya en 2005 y tras ir de gira por primera vez en su carrera en Brasil, reeditar su Home Movies en formato DVD y de relanzar sus 4 primeros discos remasterizados digitalmente, sacan su octavo disco de estudio en Epitaph, titulado The Fuse.
Según Jim Lindberg, el espíritu del disco en cuanto a letras se refiere vino de los titulares en los medios de comunicación. "Cuando escribimos se trata de mantener esa energía y pasión que tenemos en directo y aportar material que siga haciendo a esta banda una importante" explica Lindberg “Para mi, eso significa escribir sobre cosas que me impactan de manera relevante, todo lo que tengo que hacer es leer el periódico o ver las noticias y obtener una fuente inagotable de información"
Uno de los ejemplos en The Fuse es la canción "Fox TV", Lindberg opina que "es triste pensar que la mayor fuente de información mundial para América viene de una corporación con aires de tabloide pero que se llama así misma justa e imparcial, no solamente es malo para el periodismo americano, sino también para nuestro país, tenía que escribir una canción sobre esto antes de pagarla con mi televisión".
En marzo del año 2008 se dio a conocer el noveno álbum de la banda, titulado Reason to Believe.

### Salida de Jim Lindberg (2009)
En agosto de 2009, Jim Lindberg decidió dejar Pennywise. La banda decidió continuar su carrera sin Lindberg, pero este dejó una nota de agradecimiento:

"Después de 20 años, nueve álbumes y miles de conciertos alrededor del mundo, mi tiempo en Pennywise ha llegado a su fin. Ser el cantante de esta banda ha sido una experiencia increíble, y en el camino hicimos algunos de los mejores fans que nadie podría pedir. Quiero expresar mi más profundo agradecimiento a todos ustedes por quedarse con nosotros a lo largo de los años, especialmente a través del paso de los años sin Jason. Ha sido vuestro apoyo y estímulo el que me mantuvo tanto tiempo. Hay pocas cosas que me hayan hecho más orgulloso que ver a la gente en nuestros conciertos cantando nuestras canciones. También me gustaría dar las gracias sinceramente a todos los que nos ayudaron a lo largo del camino, en cada aspecto, nunca podríamos haber hecho sin vosotros y deseo a toda la familia de Pennywise la mejor de las suertes y continuad con el éxito. Sinceramente vuestro, Jim."
 Jim Lindberg, exvocalista de Pennywise..

Zoli Téglás, líder de la banda de hardcore punk Ignite, sustituye a Lindberg durante el Festival Smokeout 2009. y otros conciertos que el grupo tenía programados antes del abandono de Jim. Lindberg, por su parte, ha estado grabando un documental basado en su libro, Punk Rock Dad: No Rules, Just Real Life, y planea lanzar un álbum.
Desde que Lindberg dejase la banda, Pennywise ha estado componiendo nuevo material para el décimo álbum de estudio, según su bajista Randy Bradbury, y tienen previsto volver pronto al estudio. En septiembre de 2009, BYO Records lanzó un álbum recopilatorio titulado Let Them Know - The Story of Youth Brigade and BYO Records. En este álbum se incluye la versión del tema de 7 Seconds "We're Gonna Fight", por Pennywise. Esta canción es la última que Jim grabó con Pennywise.

### Nuevo cantante y décimo álbum (2010–2012)
El 16 de febrero de 2010 fue confirmado que el puesto de Lindberg lo ocuparía Zoltán Téglás, líder de la veterana banda punk del Condado de Orange, Ignite. Zoli Téglás se había encargado de sustituir temporalmente a Jim en conciertos anteriores durante el pasado año, previstos antes de su salida de la banda.
Tras casi dos años de actuaciones con el cantante Zoli, a finales del año 2011 el grupo comenzó a trabajar en un nuevo álbum, que fue finalizado en enero de 2012. 
Así, el día 1 de mayo de 2012, se publicó el décimo trabajo del grupo, titulado All or Nothing. Este es el primer disco de la banda con la presencia de Zoli Téglás como vocalista.

### Regreso de Jim Lindberg
El vocalista Zoli Téglás sufrió una lesión de espalda en el verano de 2012, que obligó a la banda a cancelar todos sus conciertos previstos y a frenar su actividad.
A finales de octubre de 2012, la banda anunció que Jim Lindberg regresaba al grupo de nuevo, de acuerdo con Téglás, que afirmaba que necesitaba algo de descanso para su recuperación.
Según confirma el guitarrista Fletcher Dragge, fue el propio Zoli Téglás quien llamó a Lindberg para pedirle que volviese a la banda.
Coincidiendo con esta reunión, en 2013 la banda cumplió 25 años de trayectoria sobre los escenarios, lo cual fue celebrado con una gira por todo el mundo. Ese mismo año, el grupo también participa en un álbum tributo a Tony Sly, versionando la canción "Devonshire and Crown". 
Tras la vuelta del vocalista originario al grupo y varios meses de conciertos, la banda publica en julio de 2014 su nuevo disco de estudio, titulado Yesterdays. Se trata de un álbum compuesto por temas inéditos y rarezas, pertenecientes a los inicios del grupo y nunca publicados. Además, en el disco se incluyen también dos canciones que han sido grabadas de nuevo para la ocasión: "No Way Out" y "Slowdown".
En 2017 vuelven al estudio para grabar un nuevo álbum, esta vez con nuevas canciones, que vio la luz el 20 de abril de 2018 y llevó por nombre Never Gonna Die.

## Miembros
| - Jim Lindberg – Voz (1988–2009, 2012–actualidad) - Fletcher Dragge – Guitarra (1988–actualidad) - Randy Bradbury – Bajo (1996–actualidad) - Byron McMackin – Batería (1988–actualidad) | - Zoli Téglás – Voz (2010–2012) - Jason Thirsk – Bajo (1988–1996) (fallecido) |

## Discografía

### Álbumes de estudio
| Año  | Álbum             | Discográfica              |
| ---- | ----------------- | ------------------------- |
| 1991 | Pennywise         | Epitaph                   |
| 1993 | Unknown Road      | Epitaph                   |
| 1995 | About Time        | Epitaph                   |
| 1997 | Full Circle       | Epitaph                   |
| 1999 | Straight Ahead    | Epitaph                   |
| 2001 | Land of the Free? | Epitaph                   |
| 2003 | From the Ashes    | Epitaph                   |
| 2005 | The Fuse          | Epitaph                   |
| 2008 | Reason to Believe | Epitaph / MySpace Records |
| 2012 | All or Nothing    | Epitaph                   |
| 2014 | Yesterdays        | Epitaph                   |
| 2018 | Never Gonna Die   | Epitaph                   |

### EP
- A word from the Wise - 1989
- Wildcard - 1989

### Singles
- Homesick - 1993
- Same Old Story - 1995
- Society - 1997
- Alien - 1999
- Down Under - 1999
- Victim of Reality - 2000
- Fuck Authority - 2001
- Divine Intervention - 2001
- Yesterdays - 2003
- Waiting - 2003
- God Save the USA - 2004
- Disconnect - 2005
- Knocked Down - 2005
- The Western World - 2008
- Die for You - 2008
- One Reason - 2009
- All or Nothing - 2012
- Let Us Hear Your Voice - 2012

### Otros
- A Word from the Wise/Wildcard - 1992 (Compilación con los dos primeros EP)
- Home Movies - 1995 (Vídeo) Remasterizado y publicado en DVD en 2004
- Live @ the Key Club - 2000 (Disco en directo)